# Sorrento (nhà chọc trời)
Sorrento (tiếng Trung: 擎天半島 - Kình Thiên Bán Đảo) là một tổ hợp căn hộ cao tầng ở Cửu Long, Hồng Kông. Tổ hợp này bao gồm 5 tòa nhà:
| Thứ tự | Tên        | Chiều cao (m) | Số tầng |
| ------ | ---------- | ------------- | ------- |
| 1      | Sorrento 1 | 256           | 75      |
| 2      | Sorrento 2 | 236           | 66      |
| 3      | Sorrento 3 | 218           | 64      |
| 4      | Sorrento 5 | 212           | 62      |
| 5      | Sorrento 6 | 206           | 60      |

Sở dĩ không có tòa nhà số 4 vì số 4 trong tiếng Trung phát âm gần như tử nghĩa là chết. Trong số 5 tòa nhà kể trên thì Sorrento 1 là tòa nhà cao nhất, nó cao 256 m với 75 tầng, trước khi The Cullinan được hoàn thành thì đây là tòa nhà dùng làm căn hộ cao nhất của Hồng Kông.